# OpenCola

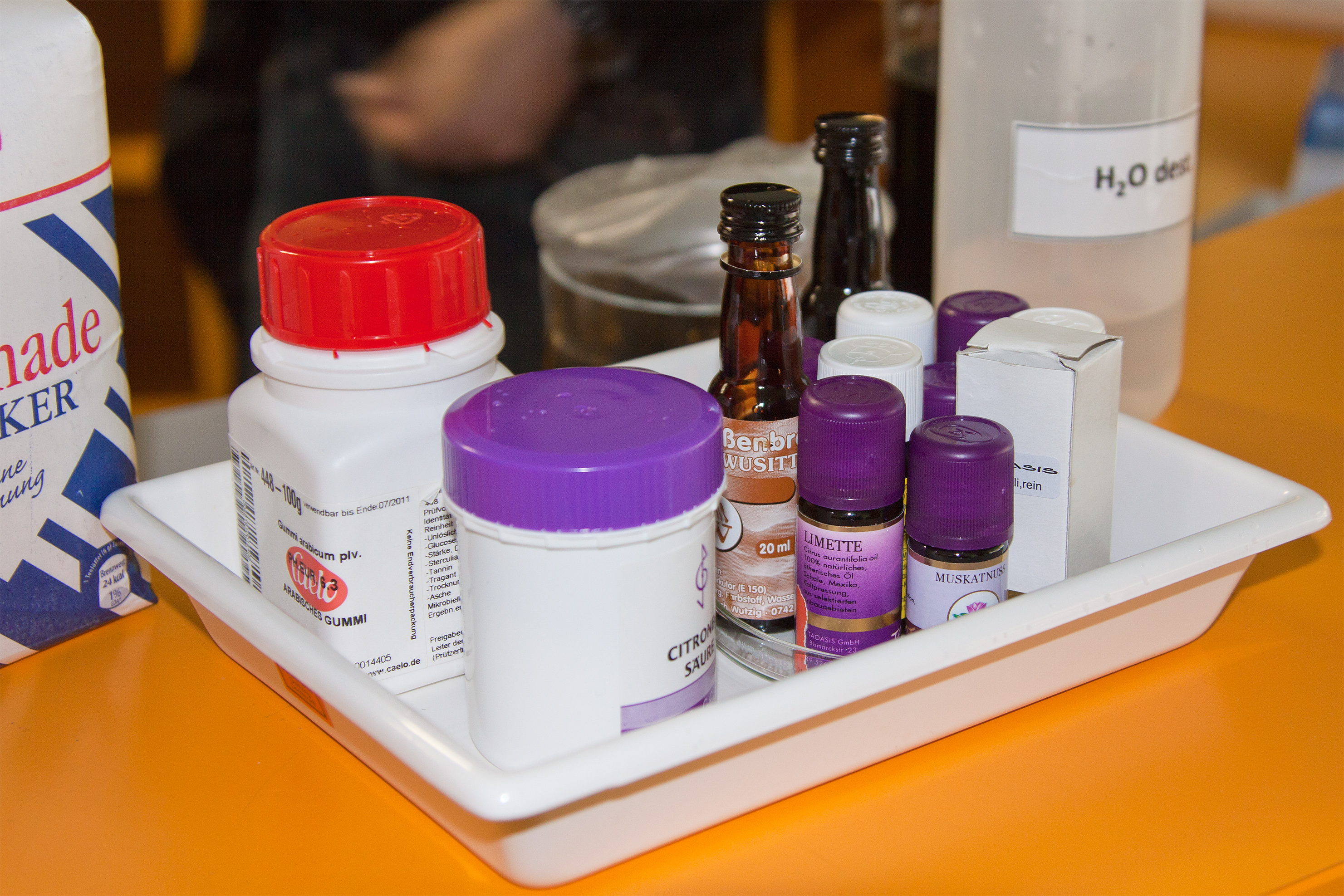
Vassoio con gli ingredienti

OpenCola è una specie di cola unica in quanto le istruzioni per prepararla sono liberamente consultabili ed eventualmente modificabili. Chiunque può crearsi la bevanda, e tutti possono modificare o regolare la giusta quantità degli ingredienti, e possono inoltre regolare i loro cambiamenti basandosi sulla GNU General Public License.
Nata inizialmente come mezzo per trasmettere il significato e l'importanza del software open source, la bevanda iniziò ad avere un discreto successo - tanto da far vendere più di 150.000 lattine. L'azienda della OpenCola, situata a Toronto, è diventata famosa più per la sua bevanda, che per il software prodotto. Laird Brown, il responsabile marketing, ha affermato che il successo è scaturito da una graduale sfiducia nelle multinazionali e dalla possibilità di sapere cosa si stia veramente bevendo. L'industria della OpenCola ha però successivamente attuato un nuovo piano strategico preferendo non pubblicare più sul proprio sito informazioni riguardo alla prima bibita open source.
L'azienda è poi stata venduta e ad oggi nessuno produce commercialmente una bevanda con tale ricetta.